# Élections générales ténoises de 2019
Les élections générales ténoises de 2019 ont lieu le 1er octobre 2019 et visent à élire les dix-neuf députés de l'Assemblée législative des Territoires du Nord-Ouest. 
Le taux de participation à ces élections est de 54 %, soit un total de 13 328 votes exprimés sur 24 474 électeurs inscrits.  

## Contexte
L'Assemblée législative des Territoires du Nord-Ouest ne compte aucun membre qui soit issu d'un parti, tous sont indépendants et la constitution du gouvernement se fait un mois après les élections sur la base d'un contrat de gouvernance et d'une gouvernance de consensus. 
Le 6 septembre 2019, le premier ministre Bob McLeod annonce qu'il ne se représenterait pas.  
Quatre autres titulaires ont annoncé qu'ils ne se représenteraient pas, dont trois ministres sur sept : le ministre de la Santé, Glen Abernethy, le ministre du Logement, Alfred Moses, et le ministre des Finances, Robert C. McLeod. 
Sur 14 députés sortants candidats à leur réélection, sans compter les trois députés élus sans opposition (RJ Simpson, Frederick Blake Jr et Jackson Lafferty), seuls quatre membres titulaires sur onze ont été réélus: Kevin O'Reilly, Julie Green, Shane Thompson et Caroline Cochrane. Parmi les ministres de la 18e Assemblée, Cochrane a été la seule réélue pour la nouvelle législature. Trois circonscriptions, dont celle de Cochrane, ont été l’objet d’un recomptage automatique en raison des marges de victoire serrées, sans que cela ne change les résultats finaux. 
Les élections ont constitué une avancée historique pour les femmes dans la vie politique des Territoires du Nord-Ouest. Lors de la précédente assemblée, le territoire comptait seulement deux femmes députées, se classant dernier parmi toutes les assemblées législatives élues du Canada pour la représentation féminine. Cependant, lors des élections de 2019, neuf femmes ont été élues, soit près de la moitié des 19 sièges de la législature, atteignant immédiatement le pourcentage le plus élevé de représentation féminine dans n’importe quelle législature canadienne.

## Élection du premier ministre
Étant donné que le territoire fonctionne sur un système de gouvernement de consensus, les députés élus le 1er octobre choisiront un nouveau premier ministre parmi eux à la première session de la 19e Assemblée. 
Le 3 octobre, quatre députés – Jackson Lafferty, RJ Simpson, Caroline Cochrane et Frieda Martselos – annoncent qu’ils se portent candidats au poste de premier ministre. 

## Résultats
L’Assemblée législative est régie par un système de gouvernement de consensus, dans lequel tous les députés siègent en tant qu’indépendants et ne sont pas organisés en partis politiques. Notez, par conséquent, que les couleurs dans les tableaux suivants sont utilisées uniquement pour indiquer le statut de candidat et non d’affiliation à un parti politique. 

### Statistiques
| Statistiques de réélection | Statistiques de réélection | Statistiques de réélection | Statistiques de réélection | Statistiques de réélection |
| -------------------------- | -------------------------- | -------------------------- | -------------------------- | -------------------------- |
|                            | Sièges                     | Pas candidat               | Défait                     | Réélu                      |
| Députés sortants           | 19                         | 5                          | 7                          | 7                          |

### Candidats
| Deh Cho            | Ronald Bonnetrouge 283              | Michael Nadli 253      |                         |                         |                        |                   | Michael Nadli       |
| Frame Lake         | Kevin O'Reilly 357                  | Dave Ramsay 346        |                         |                         |                        |                   | Kevin O'Reilly      |
| Great Slave        | Katrina Nokleby 454                 | Patrick Scott 389      |                         |                         |                        |                   | Glen Abernethy      |
| Hay River North    | R. J. Simpson (Jr.) par acclamation |                        |                         |                         |                        |                   | R. J. Simpson       |
| Hay River South    | Rocky Simpson Sr. 350               | Wally Schumann 322     |                         |                         |                        |                   | Wally Schumann      |
| Inuvik Boot Lake   | Diane Thom 239                      | Eugene Rees 179        | Desmond Loreen 94       | Jimmy Kalinek 47        |                        |                   | Alfred Moses        |
| Inuvik Twin Lakes  | Lesa Semmler 470                    | Sallie Ross 106        | Donald Hendrick 41      |                         |                        |                   | Robert C. McLeod    |
| Kam Lake           | Caitlin Cleveland 262               | Robert Hawkins 224     | Kieron Testart 220      | Rommel Silverio 125     | Abdullah Al-Mahamud 63 | Cherish Winsor 61 | Kieron Testart      |
| Mackenzie Delta    | Frederick Blake Jr. par acclamation |                        |                         |                         |                        |                   | Frederick Blake Jr. |
| Monfwi             | Jackson Lafferty par acclamation    |                        |                         |                         |                        |                   | Jackson Lafferty    |
| Nahendeh           | Shane Thompson 536                  | Mike Drake 190         | Randy Sibbeston 111     | Eric Menicoche 40       |                        |                   | Shane Thompson      |
| Nunakput           | Jackie Jacobson 231                 | Herbert Nakimayak 143  | Annie Steen 127         | Holly Campbell 107      | Sheila Nasogaluak 101  | Alisa Blake 48    | Herbert Nakimayak   |
| Range Lake         | Caroline Cochrane 439               | Hughie Graham 421      |                         |                         |                        |                   | Caroline Cochrane   |
| Sahtu              | Paulie Chinna 309                   | Daniel McNeely 287     | Caroline Yukon 135      | Wilfred McNeely Jr. 120 |                        |                   | Daniel McNeely      |
| Thebacha           | Frieda Martselos 504                | Denise Yuhas 454       | Don Jaque 139           | Louis Sebert 70         |                        |                   | Louis Sebert        |
| Tu Nedhé-Wiilideh  | Steve Norn 206                      | Richard Edjericon 130  | Lila Fraser Erasmus 117 | Paul Betsina 103        | Nadine Delorme 9       |                   | Tom Beaulieu        |
| Yellowknife Centre | Julie Green 291                     | Arlene Hache 260       | Niels Konge 185         | Thom Jarvis 103         |                        |                   | Julie Green         |
| Yellowknife North  | Rylund Johnson 501                  | Cory Vanthuyne 496     | Jan Vallillee 380       |                         |                        |                   | Cory Vanthuyne      |
| Yellowknife South  | Caroline Wawzonek 687               | Gaeleen Macpherson 299 |                         |                         |                        |                   | Bob McLeod          |